# Estado Novo (Brésil)
Pour les articles homonymes, voir Estado Novo, République des États-Unis du Brésil et États-Unis du Brésil.
10 novembre 1937 – 29 octobre 1945
(7 ans, 11 mois et 19 jours)
Entités précédentes :
- República Velha

Entités suivantes :
- Quatrième République

L'Estado Novo, ou Troisième République, est le nom donné au régime dictatorial instauré au Brésil  en 1937 par Getúlio Vargas, au pouvoir depuis la révolution de 1930. Il commença avec le coup d'État du 10 novembre 1937 à la suite, entre autres, du soulèvement communiste de 1935 et prétexte pris d'un faux document accréditant l'idée d'un complot communiste (le Plano Cohen (pt). Ce document avait été rédigé par l'agent secret Olímpio Mourão Filho et publié le 30 septembre 1937 par le gouvernement. Le régime prit fin le 29 octobre 1945 avec la destitution de Vargas par les militaires et l'organisation d'élections. Il s'inspire du régime homonyme Estado Novo établi au Portugal à partir de 1933.

## La Constitution de 1937
Pendant cette période fut promulguée une Constitution, dite la « Constitution polonaise (pt) » (en référence au régime autoritaire mis en place en Pologne par la Constitution d'avril 1935), qui venait remplacer la Constitution de 1934 (pt). Élaborée par le récemment nommé ministre de la Justice Francisco Campos à partir des conceptions fascistes, elle établit, dans les faits, une dictature. La Chambre législative est élue au suffrage indirect et le Conseil fédéral, représentant des Etats, comporte 10 membres (sur 30) nommés par le président. Les Etats fédérés sont tous gouvernés par des interventores directement nommés par l'exécutif fédéral, lesquels nomment à leur tour les autorités municipales.
Toutefois, Vargas avait déclaré l'état d'urgence. De même, la Constitution devait être approuvée par un plébiscite, qui lui-même devait être suivi d'élections législatives (au suffrage indirect); ni l'un, ni les autres n'eurent lieu . Enfin, Vargas utilise pendant toute la durée de l'Estado Novo les pouvoirs octroyés par l'article 180, qui autorisent à gouverner par décrets-lois « lorsque les nécessités de l'État l'exigent ».

## Corporatisme, propagande et violence politique
La période de l'Estado Novo se caractérisa par la centralisation du pouvoir exécutif et par l'action interventionniste de l'État. Le corporatisme est de mise, le droit de grève supprimé. En 1943, les fédérations patronales sont rassemblées dans la Confederação Nacional da Indústria (pt). Les syndicats ouvriers sont également rassemblées au sein de corporations (un syndicat par branche, transformé en courroie de transmission de l'Etat). Le droit du travail est codifié, dans une optique anti-communiste et inspirée par la Charte du travail de Mussolini (Consolidação das Leis do Trabalho (pt)). Un ministère de la propagande, le Departamento de Imprensa e Propaganda (pt) (DIP), est institué en décembre 1939. Celui-ci succède à une agence créée dès 1931 par Vargas, le Departamento Oficial de Propaganda (pt) (DOP). Ainsi, le même homme, Lourival Fontes (pt) (un admirateur de Mussolini), est chargé de la propagande et de la censure de 1934 à 1942, mettant en œuvre un véritable culte de la personnalité.
Le régime se fonda également sur une répression politique anticommuniste majeure mais aussi contre tout opposant. La torture est attestée dans les centres de police, au sein du District Fédéral de la Police Civile de Rio notamment. "La persécution incessante de ses opposants (réels et imaginaires) par le régime Vargas, dont les méthodes ont fortement impliqué l’utilisation de la torture, de la violence, de la déportation et du meurtre", selon UOL, n’était qu’une des facettes, peut-être la plus connue, de cette période.
Le régime fut soutenu par la bourgeoisie conservatrice, quelques secteurs des classes moyennes et par de nombreux ouvriers, sensibilisés par l'image de Vargas comme « Père des pauvres ». Si la classe ouvrière bénéficia des réformes sociales mises en œuvre, tel ne fut pas le cas des nombreux domestiques et ouvriers ruraux.

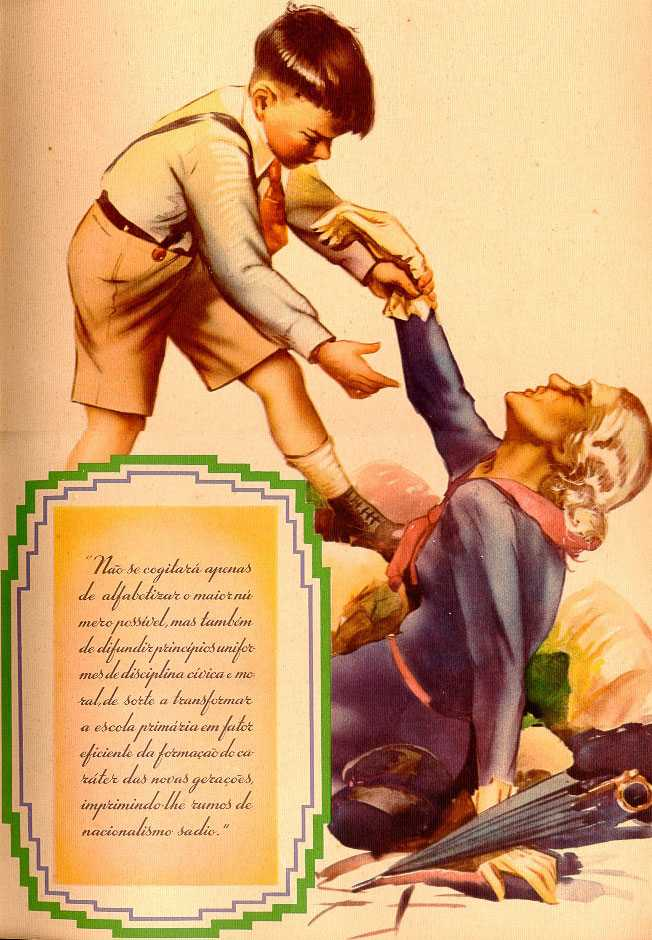

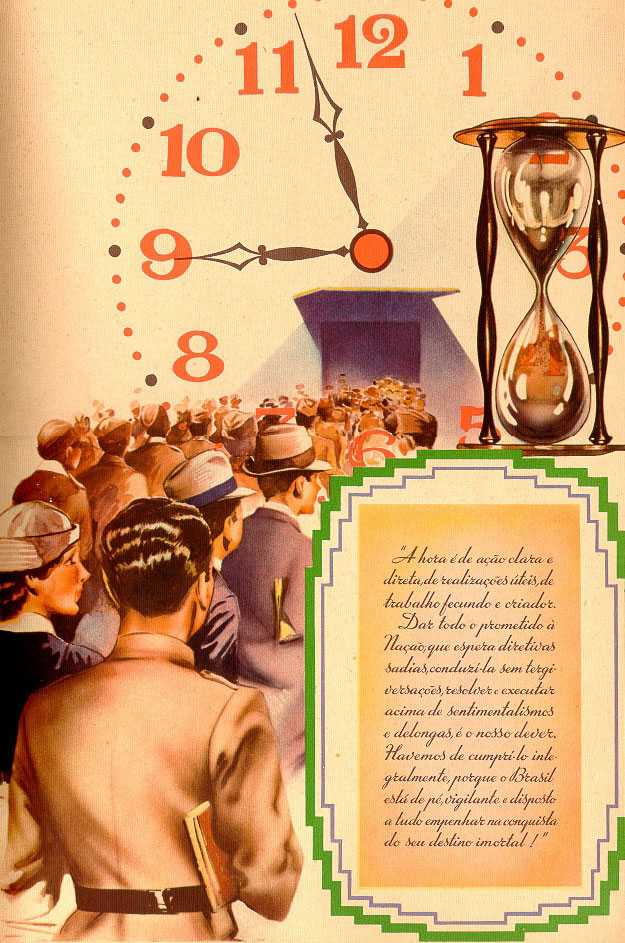

## Annexe
- Histoire du Brésil
- Politique au Brésil
- Histoire du Brésil pendant la Seconde Guerre mondiale
- Estado Novo (Portugal)